# Amblyomma inornatum
Amblyomma inornatum är en fästingart som beskrevs av Banks 1909. Amblyomma inornatum ingår i släktet Amblyomma och familjen hårda fästingar. Inga underarter finns listade i Catalogue of Life.